# Gurju Khatun
Gurju Khatun, född Tamar 1220, död 1286, var en georgisk prinsessa. 
Hon var dotter till drottning Rusudan av Georgien och den seldjukiska prinsen Ghias ad-Din. Hon gifte sig 1237 med sin kusin Kaykhusraw II. Hon tvingades konvertera till islam mot sin vilja sedan hennes make misstänkte henne för äktenskapsbrott. Hon fortsatte dock att agera mecenat och beskyddare för de kristna i sultanatet Rum. 
När hennes make avled 1246 tog Mu'in al-Din Parwana kontrollen i Rum och tvingade henne att gifta sig med honom.